# Lista över fornlämningar i Ronneby kommun (Förkärla)
Lista över fornlämningar i Ronneby kommun (Förkärla) är en förteckning av ett urval av de fornlämningar som finns i Förkärla i Ronneby kommun.
| Namn                         | Lämningstyp                 | Tillkomsttid | Historisk indelning | Plats | Läge                 | ID-nr          | Bild                                      |
| ---------------------------- | --------------------------- | ------------ | ------------------- | ----- | -------------------- | -------------- | ----------------------------------------- |
| Förkärla 1:1                 | Röse                        |              | Förkärla, Blekinge  |       | 56.181485, 15.459314 | 10099300010001 | Ladda upp en bild av detta fornminne      |
| Förkärla 1:2                 | Röse                        |              | Förkärla, Blekinge  |       | 56.181359, 15.459236 | 10099300010002 | Ladda upp en bild av detta fornminne      |
| Förkärla 1:3                 | Röse                        |              | Förkärla, Blekinge  |       | 56.181648, 15.459254 | 10099300010003 | Ladda upp en bild av detta fornminne      |
| Förkärla 2:1                 | Röse                        |              | Förkärla, Blekinge  |       | 56.182445, 15.460068 | 10099300020001 | Ladda upp en bild av detta fornminne      |
| Förkärla 2:2                 | Röse                        |              | Förkärla, Blekinge  |       | 56.182174, 15.460046 | 10099300020002 | Ladda upp en bild av detta fornminne      |
| Förkärla 3:1                 | Röse                        |              | Förkärla, Blekinge  |       | 56.181021, 15.461251 | 10099300030001 | Ladda upp en bild av detta fornminne      |
| Förkärla 4:1                 | Röse                        |              | Förkärla, Blekinge  |       | 56.185615, 15.461324 | 10099300040001 | Ladda upp en bild av detta fornminne      |
| Förkärla 5:1                 | Stensättning                |              | Förkärla, Blekinge  |       | 56.185813, 15.460190 | 10099300050001 | Ladda upp en bild av detta fornminne      |
| Förkärla 5:2                 | Stensättning                |              | Förkärla, Blekinge  |       | 56.185512, 15.460199 | 10099300050002 | Ladda upp en bild av detta fornminne      |
| Förkärla 5:3                 | Stensättning                |              | Förkärla, Blekinge  |       | 56.185822, 15.460535 | 10099300050003 | Ladda upp en bild av detta fornminne      |
| Förkärla 6:1                 | Röse                        |              | Förkärla, Blekinge  |       | 56.184037, 15.459018 | 10099300060001 | Ladda upp en bild av detta fornminne      |
| Förkärla 7:1                 | Stensättning                |              | Förkärla, Blekinge  |       | 56.182885, 15.458703 | 10099300070001 | Ladda upp en bild av detta fornminne      |
| Förkärla 8:1                 | Röse                        |              | Förkärla, Blekinge  |       | 56.180324, 15.461566 | 10099300080001 | Ladda upp en bild av detta fornminne      |
| Förkärla 9:1                 | Röse                        |              | Förkärla, Blekinge  |       | 56.180395, 15.464211 | 10099300090001 | Ladda upp en bild av detta fornminne      |
| Förkärla 10:1                | Röse                        |              | Förkärla, Blekinge  |       | 56.178551, 15.454758 | 10099300100001 | Ladda upp en bild av detta fornminne      |
| Förkärla 11:1                | Gravfält                    |              | Förkärla, Blekinge  |       | 56.171017, 15.462027 | 10099300110001 | Ladda upp en till bild av detta fornminne |
| Hjortahammar (Förkärla 12:1) | Gravfält                    |              | Förkärla, Blekinge  |       | 56.168489, 15.460822 | 10099300120001 | Ladda upp en till bild av detta fornminne |
| Förkärla 13:1                | Grav markerad av sten/block |              | Förkärla, Blekinge  |       | 56.167572, 15.467919 | 10099300130001 | Ladda upp en bild av detta fornminne      |
| Förkärla 15:1                | Grav markerad av sten/block |              | Förkärla, Blekinge  |       | 56.173576, 15.418530 | 10099300150001 | Ladda upp en bild av detta fornminne      |
| Förkärla 16:1                | Gravfält                    |              | Förkärla, Blekinge  |       | 56.181657, 15.445928 | 10099300160001 | Ladda upp en bild av detta fornminne      |
| Förkärla 17:1                | Röse                        |              | Förkärla, Blekinge  |       | 56.184671, 15.437379 | 10099300170001 | Ladda upp en bild av detta fornminne      |
| Förkärla 17:2                | Röse                        |              | Förkärla, Blekinge  |       | 56.184992, 15.436789 | 10099300170002 | Ladda upp en bild av detta fornminne      |
| Förkärla 18:1                | Röse                        |              | Förkärla, Blekinge  |       | 56.182996, 15.439461 | 10099300180001 | Ladda upp en bild av detta fornminne      |
| Förkärla 18:2                | Röse                        |              | Förkärla, Blekinge  |       | 56.182559, 15.439613 | 10099300180002 | Ladda upp en bild av detta fornminne      |
| Förkärla 18:3                | Stensättning                |              | Förkärla, Blekinge  |       | 56.182589, 15.439641 | 10099300180003 | Ladda upp en bild av detta fornminne      |
| Förkärla 18:4                | Stensättning                |              | Förkärla, Blekinge  |       | 56.182531, 15.439643 | 10099300180004 | Ladda upp en bild av detta fornminne      |
| Förkärla 19:1                | Röse                        |              | Förkärla, Blekinge  |       | 56.181876, 15.437354 | 10099300190001 | Ladda upp en bild av detta fornminne      |
| Förkärla 19:2                | Hällristning                |              | Förkärla, Blekinge  |       | 56.181568, 15.437548 | 10099300190002 | Ladda upp en bild av detta fornminne      |
| Förkärla 21:1                | Röse                        |              | Förkärla, Blekinge  |       | 56.187098, 15.422414 | 10099300210001 | Ladda upp en till bild av detta fornminne |
| Förkärla 21:2                | Stensättning                |              | Förkärla, Blekinge  |       | 56.187269, 15.422418 | 10099300210002 | Ladda upp en till bild av detta fornminne |
| Förkärla 23:1                | Röse                        |              | Förkärla, Blekinge  |       | 56.189612, 15.425492 | 10099300230001 | Ladda upp en bild av detta fornminne      |
| Förkärla 24:1                | Röse                        |              | Förkärla, Blekinge  |       | 56.186630, 15.429960 | 10099300240001 | Ladda upp en bild av detta fornminne      |
| Förkärla 25:1                | Röse                        |              | Förkärla, Blekinge  |       | 56.197073, 15.423317 | 10099300250001 | Ladda upp en bild av detta fornminne      |
| Förkärla 25:2                | Stensättning                |              | Förkärla, Blekinge  |       | 56.197551, 15.423329 | 10099300250002 | Ladda upp en bild av detta fornminne      |
| Förkärla 26:1                | Röse                        |              | Förkärla, Blekinge  |       | 56.196266, 15.424636 | 10099300260001 | Ladda upp en bild av detta fornminne      |
| Förkärla 27:1                | Röse                        |              | Förkärla, Blekinge  |       | 56.194153, 15.424742 | 10099300270001 | Ladda upp en bild av detta fornminne      |
| Förkärla 27:2                | Röse                        |              | Förkärla, Blekinge  |       | 56.193994, 15.424905 | 10099300270002 | Ladda upp en bild av detta fornminne      |
| Förkärla 27:3                | Stensättning                |              | Förkärla, Blekinge  |       | 56.194108, 15.424548 | 10099300270003 | Ladda upp en bild av detta fornminne      |
| Förkärla 28:1                | Röse                        |              | Förkärla, Blekinge  |       | 56.193490, 15.424733 | 10099300280001 | Ladda upp en bild av detta fornminne      |
| Förkärla 30:1                | Stensättning                |              | Förkärla, Blekinge  |       | 56.179910, 15.447674 | 10099300300001 | Ladda upp en bild av detta fornminne      |
| Förkärla 31:1                | Röse                        |              | Förkärla, Blekinge  |       | 56.193277, 15.428816 | 10099300310001 | Ladda upp en bild av detta fornminne      |
| Förkärla 31:2                | Röse                        |              | Förkärla, Blekinge  |       | 56.193331, 15.429213 | 10099300310002 | Ladda upp en bild av detta fornminne      |
| Förkärla 32:1                | Röse                        |              | Förkärla, Blekinge  |       | 56.193455, 15.428010 | 10099300320001 | Ladda upp en bild av detta fornminne      |
| Förkärla 33:1                | Grav markerad av sten/block |              | Förkärla, Blekinge  |       | 56.194610, 15.425744 | 10099300330001 | Ladda upp en bild av detta fornminne      |
| Förkärla 34:1                | Grav markerad av sten/block |              | Förkärla, Blekinge  |       | 56.197558, 15.422182 | 10099300340001 | Ladda upp en bild av detta fornminne      |
| Förkärla 34:2                | Grav markerad av sten/block |              | Förkärla, Blekinge  |       | 56.197568, 15.422163 | 10099300340002 | Ladda upp en bild av detta fornminne      |
| Förkärla 35:1                | Stensättning                |              | Förkärla, Blekinge  |       | 56.183159, 15.433592 | 10099300350001 | Ladda upp en bild av detta fornminne      |
| Förkärla 35:2                | Stensättning                |              | Förkärla, Blekinge  |       | 56.183207, 15.433646 | 10099300350002 | Ladda upp en bild av detta fornminne      |
| Förkärla 36:1                | Röse                        |              | Förkärla, Blekinge  |       | 56.188168, 15.432564 | 10099300360001 | Ladda upp en bild av detta fornminne      |
| Förkärla 37:1                | Röse                        |              | Förkärla, Blekinge  |       | 56.188769, 15.434052 | 10099300370001 | Ladda upp en bild av detta fornminne      |
| Förkärla 37:2                | Stensättning                |              | Förkärla, Blekinge  |       | 56.188892, 15.433995 | 10099300370002 | Ladda upp en bild av detta fornminne      |
| Förkärla 38:1                | Stenkrets                   |              | Förkärla, Blekinge  |       | 56.191500, 15.434965 | 10099300380001 | Ladda upp en bild av detta fornminne      |
| Förkärla 38:2                | Stenkrets                   |              | Förkärla, Blekinge  |       | 56.191405, 15.434969 | 10099300380002 | Ladda upp en bild av detta fornminne      |
| Förkärla 38:3                | Hällristning                |              | Förkärla, Blekinge  |       | 56.191584, 15.434787 | 10099300380003 | Ladda upp en bild av detta fornminne      |
| Förkärla 39:1                | Gravfält                    |              | Förkärla, Blekinge  |       | 56.199916, 15.426433 | 10099300390001 | Ladda upp en bild av detta fornminne      |
| Förkärla 40:1                | Stensättning                |              | Förkärla, Blekinge  |       | 56.203037, 15.428531 | 10099300400001 | Ladda upp en bild av detta fornminne      |
| Förkärla 40:2                | Stensättning                |              | Förkärla, Blekinge  |       | 56.202617, 15.428054 | 10099300400002 | Ladda upp en bild av detta fornminne      |
| Förkärla 41:1                | Röse                        |              | Förkärla, Blekinge  |       | 56.204058, 15.432695 | 10099300410001 | Ladda upp en bild av detta fornminne      |
| Förkärla 41:2                | Stensättning                |              | Förkärla, Blekinge  |       | 56.204246, 15.432524 | 10099300410002 | Ladda upp en bild av detta fornminne      |
| Förkärla 43:1                | Gravfält                    |              | Förkärla, Blekinge  |       | 56.202846, 15.474955 | 10099300430001 | Ladda upp en bild av detta fornminne      |
| Förkärla 44:1                | Grav markerad av sten/block |              | Förkärla, Blekinge  |       | 56.201855, 15.467868 | 10099300440001 | Ladda upp en bild av detta fornminne      |
| Förkärla 44:2                | Grav markerad av sten/block |              | Förkärla, Blekinge  |       | 56.201810, 15.467893 | 10099300440002 | Ladda upp en bild av detta fornminne      |
| Förkärla 44:3                | Grav markerad av sten/block |              | Förkärla, Blekinge  |       | 56.201773, 15.467964 | 10099300440003 | Ladda upp en bild av detta fornminne      |
| Förkärla 45:1                | Hällristning                |              | Förkärla, Blekinge  |       | 56.187649, 15.425685 | 10099300450001 | Ladda upp en bild av detta fornminne      |
| Förkärla 46:1                | Röse                        |              | Förkärla, Blekinge  |       | 56.169157, 15.494918 | 10099300460001 | Ladda upp en bild av detta fornminne      |
| Förkärla 46:2                | Grav markerad av sten/block |              | Förkärla, Blekinge  |       | 56.169028, 15.494813 | 10099300460002 | Ladda upp en bild av detta fornminne      |
| Förkärla 46:3                | Grav markerad av sten/block |              | Förkärla, Blekinge  |       | 56.169161, 15.495156 | 10099300460003 | Ladda upp en bild av detta fornminne      |
| Förkärla 47:1                | Stensättning                |              | Förkärla, Blekinge  |       | 56.143869, 15.501316 | 10099300470001 | Ladda upp en bild av detta fornminne      |
| Förkärla 48:1                | Grav markerad av sten/block |              | Förkärla, Blekinge  |       | 56.145014, 15.501975 | 10099300480001 | Ladda upp en bild av detta fornminne      |
| Förkärla 48:2                | Grav markerad av sten/block |              | Förkärla, Blekinge  |       | 56.144544, 15.501871 | 10099300480002 | Ladda upp en bild av detta fornminne      |
| Förkärla 50:1                | Röse                        |              | Förkärla, Blekinge  |       | 56.207308, 15.438112 | 10099300500001 | Ladda upp en bild av detta fornminne      |
| Förkärla 50:2                | Stensättning                |              | Förkärla, Blekinge  |       | 56.207282, 15.438001 | 10099300500002 | Ladda upp en bild av detta fornminne      |
| Förkärla 50:3                | Stensättning                |              | Förkärla, Blekinge  |       | 56.207250, 15.437903 | 10099300500003 | Ladda upp en bild av detta fornminne      |
| Förkärla 51:1                | Röse                        |              | Förkärla, Blekinge  |       | 56.205086, 15.437589 | 10099300510001 | Ladda upp en bild av detta fornminne      |
| Förkärla 51:2                | Röse                        |              | Förkärla, Blekinge  |       | 56.205191, 15.438077 | 10099300510002 | Ladda upp en bild av detta fornminne      |
| Förkärla 51:3                | Stensättning                |              | Förkärla, Blekinge  |       | 56.205158, 15.437849 | 10099300510003 | Ladda upp en bild av detta fornminne      |
| Förkärla 52:1                | Stenkrets                   |              | Förkärla, Blekinge  |       | 56.201387, 15.443148 | 10099300520001 | Ladda upp en bild av detta fornminne      |
| Förkärla 52:2                | Grav markerad av sten/block |              | Förkärla, Blekinge  |       | 56.201385, 15.442982 | 10099300520002 | Ladda upp en bild av detta fornminne      |
| Förkärla 53:1                | Grav markerad av sten/block |              | Förkärla, Blekinge  |       | 56.184541, 15.431892 | 10099300530001 | Ladda upp en bild av detta fornminne      |
| Förkärla 56:1                | Stensättning                |              | Förkärla, Blekinge  |       | 56.220859, 15.446190 | 10099300560001 | Ladda upp en bild av detta fornminne      |
| Förkärla 57:1                | Stensättning                |              | Förkärla, Blekinge  |       | 56.219982, 15.457509 | 10099300570001 | Ladda upp en bild av detta fornminne      |
| Förkärla 57:2                | Stensättning                |              | Förkärla, Blekinge  |       | 56.219868, 15.457964 | 10099300570002 | Ladda upp en bild av detta fornminne      |
| Förkärla 58:1                | Stenkrets                   |              | Förkärla, Blekinge  |       | 56.216880, 15.473618 | 10099300580001 | Ladda upp en bild av detta fornminne      |
| Förkärla 58:2                | Stenkrets                   |              | Förkärla, Blekinge  |       | 56.216815, 15.473452 | 10099300580002 | Ladda upp en bild av detta fornminne      |
| Förkärla 59:1                | Stenkrets                   |              | Förkärla, Blekinge  |       | 56.210376, 15.468465 | 10099300590001 | Ladda upp en bild av detta fornminne      |
| Förkärla 59:2                | Stenkrets                   |              | Förkärla, Blekinge  |       | 56.210359, 15.468604 | 10099300590002 | Ladda upp en bild av detta fornminne      |
| Förkärla 60:1                | Stensättning                |              | Förkärla, Blekinge  |       | 56.177952, 15.486865 | 10099300600001 | Ladda upp en bild av detta fornminne      |
| Förkärla 60:2                | Stensättning                |              | Förkärla, Blekinge  |       | 56.177978, 15.486712 | 10099300600002 | Ladda upp en bild av detta fornminne      |
| Förkärla 60:3                | Stensättning                |              | Förkärla, Blekinge  |       | 56.177996, 15.486560 | 10099300600003 | Ladda upp en bild av detta fornminne      |
| Förkärla 60:4                | Stensättning                |              | Förkärla, Blekinge  |       | 56.178034, 15.486389 | 10099300600004 | Ladda upp en bild av detta fornminne      |
| Förkärla 61:1                | Stensättning                |              | Förkärla, Blekinge  |       | 56.178623, 15.489720 | 10099300610001 | Ladda upp en bild av detta fornminne      |
| Förkärla 62:1                | Röse                        |              | Förkärla, Blekinge  |       | 56.207219, 15.449671 | 10099300620001 | Ladda upp en bild av detta fornminne      |
| Treklasen (Förkärla 63:1)    | Gravfält                    |              | Förkärla, Blekinge  |       | 56.213517, 15.467562 | 10099300630001 | Ladda upp en bild av detta fornminne      |
| Förkärla 64:1                | Grav markerad av sten/block |              | Förkärla, Blekinge  |       | 56.213448, 15.457922 | 10099300640001 | Ladda upp en bild av detta fornminne      |
| Förkärla 65:1                | Grav markerad av sten/block |              | Förkärla, Blekinge  |       | 56.213314, 15.457668 | 10099300650001 | Ladda upp en bild av detta fornminne      |
| Förkärla 65:2                | Grav markerad av sten/block |              | Förkärla, Blekinge  |       | 56.213332, 15.457511 | 10099300650002 | Ladda upp en bild av detta fornminne      |
| Förkärla 65:3                | Grav markerad av sten/block |              | Förkärla, Blekinge  |       | 56.213388, 15.457216 | 10099300650003 | Ladda upp en bild av detta fornminne      |
| Förkärla 66:1                | Gravfält                    |              | Förkärla, Blekinge  |       | 56.213998, 15.470849 | 10099300660001 | Ladda upp en bild av detta fornminne      |
| Förkärla 67:1                | Begravningsplats            |              | Förkärla, Blekinge  |       | 56.132360, 15.449877 | 10099300670001 | Ladda upp en bild av detta fornminne      |
| Förkärla 68:1                | Gravfält                    |              | Förkärla, Blekinge  |       | 56.198831, 15.454335 | 10099300680001 | Ladda upp en bild av detta fornminne      |
| Förkärla 69:1                | Stensättning                |              | Förkärla, Blekinge  |       | 56.201231, 15.448706 | 10099300690001 | Ladda upp en bild av detta fornminne      |
| Förkärla 70:1                | Stenkrets                   |              | Förkärla, Blekinge  |       | 56.199999, 15.454404 | 10099300700001 | Ladda upp en bild av detta fornminne      |
| Förkärla 70:2                | Stenkrets                   |              | Förkärla, Blekinge  |       | 56.199897, 15.454498 | 10099300700002 | Ladda upp en bild av detta fornminne      |
| Förkärla 71:1                | Grav markerad av sten/block |              | Förkärla, Blekinge  |       | 56.238848, 15.483726 | 10099300710001 | Ladda upp en bild av detta fornminne      |
| Förkärla 72:1                | Stensättning                |              | Förkärla, Blekinge  |       | 56.197143, 15.458195 | 10099300720001 | Ladda upp en bild av detta fornminne      |
| Förkärla 73:1                | Grav markerad av sten/block |              | Förkärla, Blekinge  |       | 56.200561, 15.461211 | 10099300730001 | Ladda upp en bild av detta fornminne      |
| Förkärla 73:2                | Stensättning                |              | Förkärla, Blekinge  |       | 56.200332, 15.461553 | 10099300730002 | Ladda upp en bild av detta fornminne      |
| Förkärla 75:1                | Hällristning                |              | Förkärla, Blekinge  |       | 56.191277, 15.439347 | 10099300750001 | Ladda upp en bild av detta fornminne      |
| Förkärla 76:1                | Stenkammargrav              |              | Förkärla, Blekinge  |       | 56.178112, 15.472225 | 10099300760001 | Ladda upp en bild av detta fornminne      |
| Förkärla 83:1                | Stensättning                |              | Förkärla, Blekinge  |       | 56.199087, 15.436723 | 10099300830001 | Ladda upp en bild av detta fornminne      |
| Förkärla 85:1                | Röse                        |              | Förkärla, Blekinge  |       | 56.204734, 15.446913 | 10099300850001 | Ladda upp en bild av detta fornminne      |
| Förkärla 85:2                | Stensättning                |              | Förkärla, Blekinge  |       | 56.204653, 15.447296 | 10099300850002 | Ladda upp en bild av detta fornminne      |
| Förkärla 86:1                | Gravfält                    |              | Förkärla, Blekinge  |       | 56.204069, 15.449002 | 10099300860001 | Ladda upp en bild av detta fornminne      |
| Förkärla 87:1                | Gravfält                    |              | Förkärla, Blekinge  |       | 56.204117, 15.453609 | 10099300870001 | Ladda upp en bild av detta fornminne      |
| Förkärla 88:1                | Röse                        |              | Förkärla, Blekinge  |       | 56.199808, 15.446642 | 10099300880001 | Ladda upp en bild av detta fornminne      |
| Förkärla 91:1                | Röse                        |              | Förkärla, Blekinge  |       | 56.194194, 15.451503 | 10099300910001 | Ladda upp en bild av detta fornminne      |
| Förkärla 93:1                | Hällristning                |              | Förkärla, Blekinge  |       | 56.194006, 15.465590 | 10099300930001 | Ladda upp en bild av detta fornminne      |
| Förkärla 94:1                | Hällristning                |              | Förkärla, Blekinge  |       | 56.192451, 15.462385 | 10099300940001 | Ladda upp en bild av detta fornminne      |
| Förkärla 95:1                | Hällristning                |              | Förkärla, Blekinge  |       | 56.192654, 15.463396 | 10099300950001 | Ladda upp en bild av detta fornminne      |
| Förkärla 96:1                | Stensättning                |              | Förkärla, Blekinge  |       | 56.192637, 15.459717 | 10099300960001 | Ladda upp en bild av detta fornminne      |
| Förkärla 97:1                | Hällristning                |              | Förkärla, Blekinge  |       | 56.192219, 15.458824 | 10099300970001 | Ladda upp en bild av detta fornminne      |
| Förkärla 98:1                | Stensättning                |              | Förkärla, Blekinge  |       | 56.193066, 15.455732 | 10099300980001 | Ladda upp en bild av detta fornminne      |
| Förkärla 99:1                | Stensättning                |              | Förkärla, Blekinge  |       | 56.193659, 15.453452 | 10099300990001 | Ladda upp en bild av detta fornminne      |
| Förkärla 100:1               | Hällristning                |              | Förkärla, Blekinge  |       | 56.192332, 15.467191 | 10099301000001 | Ladda upp en bild av detta fornminne      |
| Förkärla 102:1               | Stensättning                |              | Förkärla, Blekinge  |       | 56.183643, 15.458019 | 10099301020001 | Ladda upp en bild av detta fornminne      |
| Förkärla 103:1               | Röse                        |              | Förkärla, Blekinge  |       | 56.182725, 15.462380 | 10099301030001 | Ladda upp en bild av detta fornminne      |
| Förkärla 103:2               | Stensättning                |              | Förkärla, Blekinge  |       | 56.182674, 15.461588 | 10099301030002 | Ladda upp en bild av detta fornminne      |
| Förkärla 104:1               | Stensättning                |              | Förkärla, Blekinge  |       | 56.182775, 15.463866 | 10099301040001 | Ladda upp en bild av detta fornminne      |
| Förkärla 106:1               | Röse                        |              | Förkärla, Blekinge  |       | 56.179722, 15.462627 | 10099301060001 | Ladda upp en bild av detta fornminne      |
| Förkärla 107:1               | Röse                        |              | Förkärla, Blekinge  |       | 56.177035, 15.458937 | 10099301070001 | Ladda upp en bild av detta fornminne      |
| Förkärla 107:2               | Stensättning                |              | Förkärla, Blekinge  |       | 56.177312, 15.458599 | 10099301070002 | Ladda upp en bild av detta fornminne      |
| Förkärla 107:3               | Stensättning                |              | Förkärla, Blekinge  |       | 56.177450, 15.458275 | 10099301070003 | Ladda upp en bild av detta fornminne      |
| Förkärla 108:1               | Stensättning                |              | Förkärla, Blekinge  |       | 56.176265, 15.460822 | 10099301080001 | Ladda upp en bild av detta fornminne      |
| Förkärla 108:2               | Stensättning                |              | Förkärla, Blekinge  |       | 56.176533, 15.460453 | 10099301080002 | Ladda upp en bild av detta fornminne      |
| Förkärla 110:1               | Röse                        |              | Förkärla, Blekinge  |       | 56.171844, 15.455487 | 10099301100001 | Ladda upp en bild av detta fornminne      |
| Förkärla 111:1               | Stensättning                |              | Förkärla, Blekinge  |       | 56.172666, 15.455026 | 10099301110001 | Ladda upp en bild av detta fornminne      |
| Förkärla 112:1               | Röse                        |              | Förkärla, Blekinge  |       | 56.178068, 15.455753 | 10099301120001 | Ladda upp en bild av detta fornminne      |
| Förkärla 118:1               | Röse                        |              | Förkärla, Blekinge  |       | 56.203428, 15.465318 | 10099301180001 | Ladda upp en bild av detta fornminne      |
| Förkärla 119:1               | Röse                        |              | Förkärla, Blekinge  |       | 56.211411, 15.454584 | 10099301190001 | Ladda upp en bild av detta fornminne      |
| Förkärla 122:1               | Hällristning                |              | Förkärla, Blekinge  |       | 56.186843, 15.466005 | 10099301220001 | Ladda upp en bild av detta fornminne      |
| Förkärla 123:1               | Stensättning                |              | Förkärla, Blekinge  |       | 56.186101, 15.466764 | 10099301230001 | Ladda upp en bild av detta fornminne      |
| Förkärla 124:1               | Gravfält                    |              | Förkärla, Blekinge  |       | 56.177115, 15.441552 | 10099301240001 | Ladda upp en bild av detta fornminne      |
| Förkärla 129:1               | Stenkammargrav              |              | Förkärla, Blekinge  |       | 56.185316, 15.441112 | 10099301290001 | Ladda upp en bild av detta fornminne      |
| Förkärla 134:1               | Stensättning                |              | Förkärla, Blekinge  |       | 56.188515, 15.425955 | 10099301340001 | Ladda upp en bild av detta fornminne      |
| Förkärla 135:1               | Stensättning                |              | Förkärla, Blekinge  |       | 56.199389, 15.454126 | 10099301350001 | Ladda upp en bild av detta fornminne      |
| Förkärla 136:1               | Röse                        |              | Förkärla, Blekinge  |       | 56.203714, 15.454917 | 10099301360001 | Ladda upp en bild av detta fornminne      |
| Förkärla 136:2               | Stensättning                |              | Förkärla, Blekinge  |       | 56.203585, 15.455117 | 10099301360002 | Ladda upp en bild av detta fornminne      |
| Förkärla 145:1               | Stensättning                |              | Förkärla, Blekinge  |       | 56.198732, 15.426827 | 10099301450001 | Ladda upp en bild av detta fornminne      |
| Förkärla 147:1               | Hällristning                |              | Förkärla, Blekinge  |       | 56.191476, 15.455068 | 10099301470001 | Ladda upp en bild av detta fornminne      |
| Förkärla 152:1               | Stensättning                |              | Förkärla, Blekinge  |       | 56.165725, 15.439143 | 10099301520001 | Ladda upp en bild av detta fornminne      |
| Förkärla 157:1               | Stensättning                |              | Förkärla, Blekinge  |       | 56.167753, 15.477964 | 10099301570001 | Ladda upp en bild av detta fornminne      |
| Förkärla 186                 | Spärranordning              |              | Förkärla, Blekinge  |       | 56.158881, 15.461847 | 18000000070689 | Ladda upp en bild av detta fornminne      |
| Förkärla 187                 | Spärranordning              |              | Förkärla, Blekinge  |       | 56.164431, 15.423479 | 18000000070692 | Ladda upp en bild av detta fornminne      |
| Förkärla 195                 | Stensättning                |              | Förkärla, Blekinge  |       | 56.206795, 15.454309 | 12000000135887 | Ladda upp en bild av detta fornminne      |
| Förkärla 196                 | Stensättning                |              | Förkärla, Blekinge  |       | 56.206788, 15.454320 | 12000000135889 | Ladda upp en bild av detta fornminne      |